# Cornelius Costius
Ds. Cornelius Costius (Arnhem, 1615 - Helmond, 1678) was een Nederlands predikant.

## Leven en werk
Costius werd in 1615 geboren als zoon van Johan Cost, die leraar was aan de Latijnse School te Arnhem, en Judith Elbergs. Hij studeerde theologie. Costius was in 1641 predikant op Huis Dorth, bij Zutphen. In 1642 werd hij predikant te Almen, maar in 1648 werd hij beroepen te Helmond, waar hij de eerste predikant in de geschiedenis van de Hervormde gemeente aldaar werd. 
Aangezien in Helmond en omstreken vrijwel geen protestanten waren en de katholieke kerken genaast werden, kon hij op tegenstand rekenen. Daarbij zocht hij de confrontatie, door zeer streng op te treden tegen het uitoefenen van de, toen verboden, katholieke godsdienstoefeningen, ofwel paapse vergaderingen. Ook hoorde het tot zijn taak om de katholieke schoolmeesters te ontslaan en door protestantse te vervangen. Dit laatste viel niet mee, daar men zich niet graag in het arme zuiden wilde vestigen. Het gevolg waren pesterijen over en weer, waarbij de weinige protestanten werden lastiggevallen en soms ruiten werden ingegooid en preken verstoord.
Eveneens bestreed hij de wrede gebruiken van heydensche vastel-avonts gasten, zoals gansrijden en katknuppelen. In 1660 verbood het stadsbestuur om ganssen off andere gediertens te rijden. Een dergelijk verbod zou nog regelmatig herhaald moeten worden.
Costius was getrouwd met Elisabeth van Brecht en in 1645 kregen ze een dochter, die Anna Elisabeth heette.
- Digitale Bibliotheek voor de Nederlandse Letteren: cost047
- International Standard Name Identifier: 0000 0003 8759 0623
- Nederlandse Thesaurus van Auteursnamen: 073629154
- Virtual International Authority File: 280547933
- WorldCat: E39PBJkp3kmKqGWqybgfqpxhpP